# 中華民國—剛果民主共和國關係
中華民國與刚果民主共和国（通稱民主剛果、剛果(金)，1971—1997年稱薩伊共和國）於1960—1973年有官方外交關係，斷交後，目前沒有在對方首都互設具大使館功能的代表機構。對民主剛果的相關事務由駐歐盟兼駐比利時代表處管轄。

## 政治

### 外交

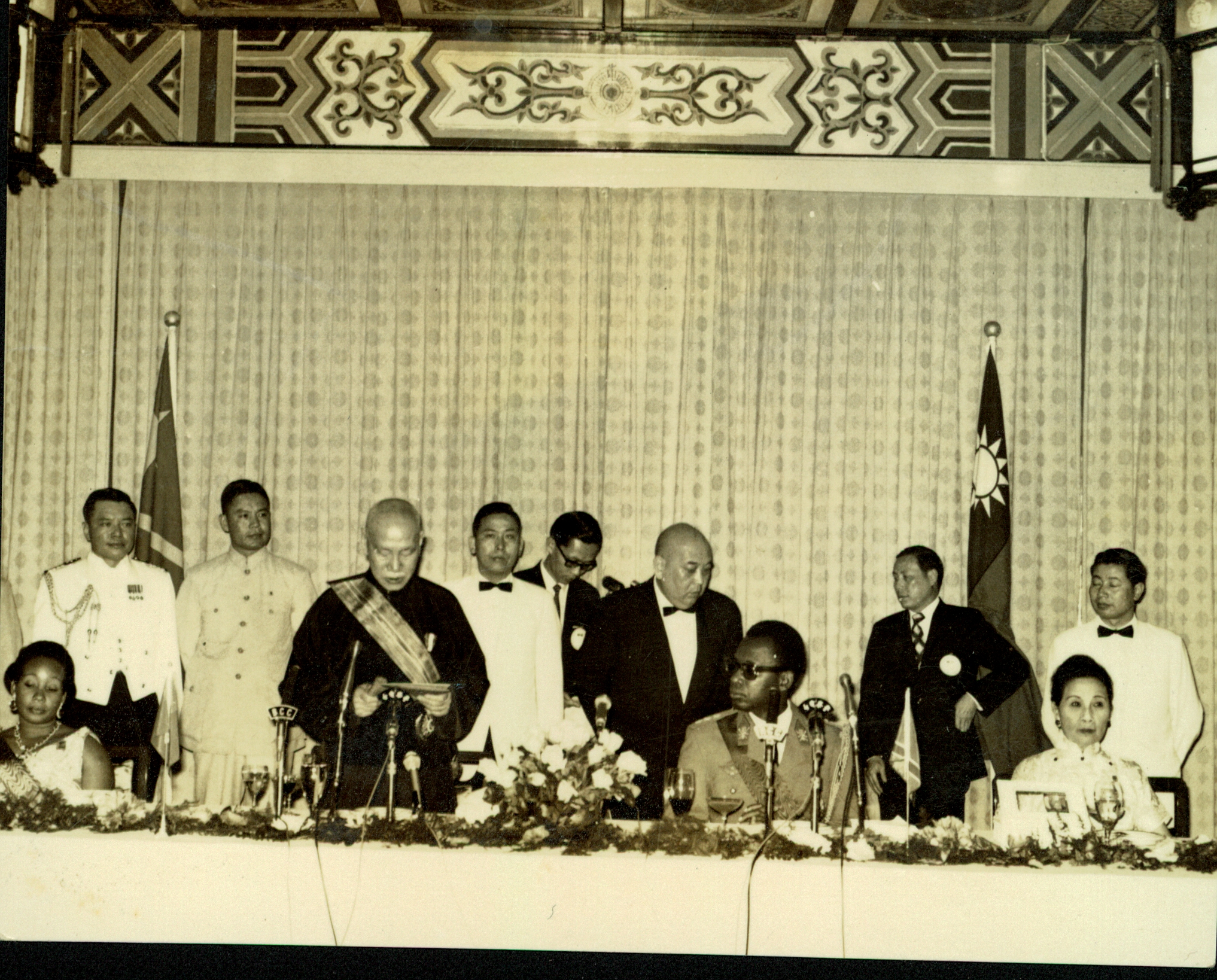
蔣中正於圓山大飯店以国宴款待蒙博托

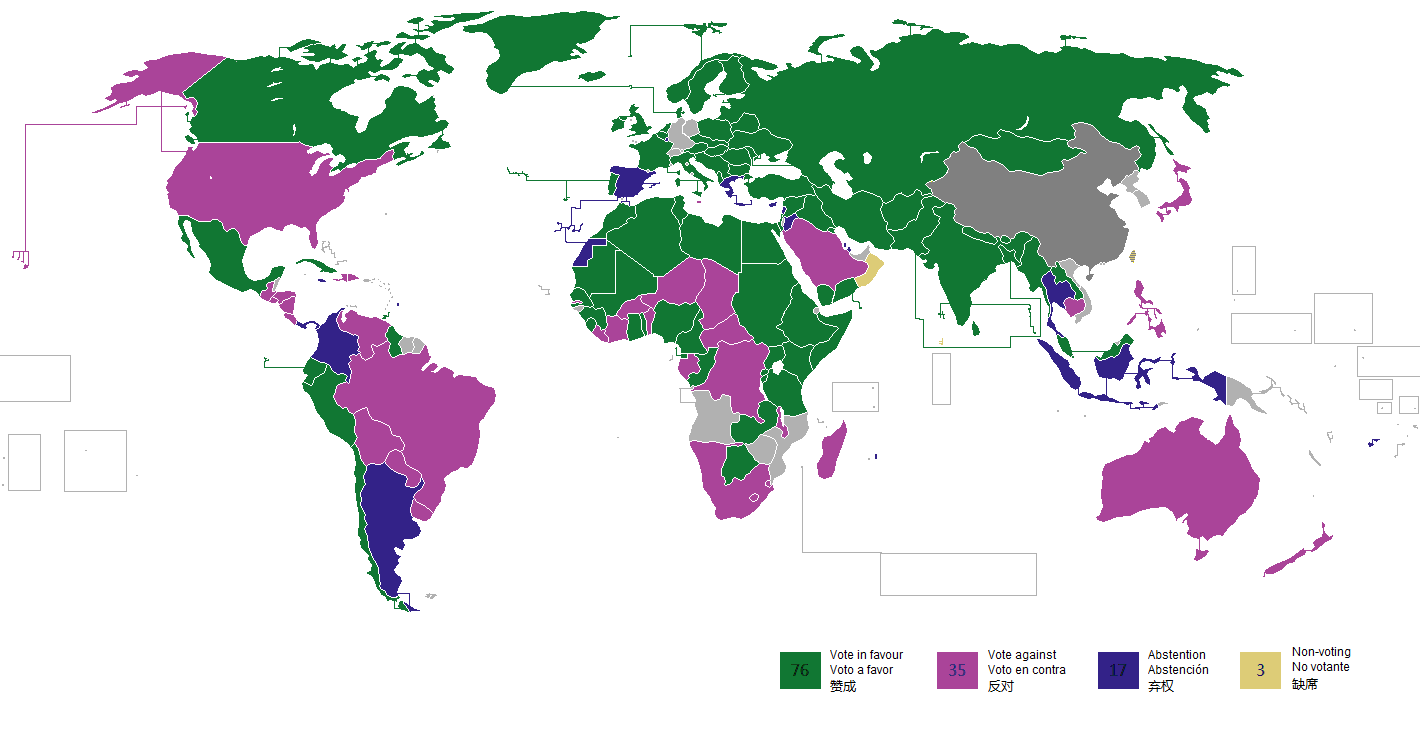
紫色國家表示在1971年的投票中支持中華民國續留聯合國，即《聯合國大會2758號決議》，其中包括剛果民主共和國。

1960年8月10日，建立大使級外交關係。於首都利奧波德維爾設立中華民國駐剛果共和國大使館，並派駐大使。剛果則因政權陷入分裂而未設立大使館、派駐大使。
1964年8月1日，剛果共和國（雷堡市剛果）更名為刚果民主共和国（民主剛果、剛果 (金)）。
1964年10月13日，簽署《中華民國與剛果民主共和國技術合作協定》。1969年9月3日續簽。
1970年，於首都臺北設立剛果民主共和國駐中華民國大使館，並派駐大使。
1971年4月15日，剛果民主共和國總統蒙博托抵台訪問，並與總統蔣中正進行晤談。10月25日，民主剛果在聯合國大會上支持中華民國保有聯合國內的「中國」席次。
1971年10月27日，剛果民主共和國再更名為薩伊共和國。兩國大使館亦更名。
1973年1月30日，薩伊與中華民國斷交。
1991年6月10日，與薩伊簽署《相互設處特別協議》。9月，於首都金夏沙設立具大使館功能的中華民國代表團，享有外交特權，並辦理領務。1997年5月，薩伊叛軍攻入首都，恢復國號為剛果民主共和國。後因內戰情勢不穩及兩國實質關係無法推動，中華民國外交部於1998年8月撤離人員。代表團目前已關閉。
2001年5月，剛果民主共和國與其他9個國家在世界衛生大會（WHA）總務委員會中，發言反對中華民國（台灣）以观察员身份參與世界衛生大會。

## 經濟

### 貿易
| 年分 | 貿易總額   | 貿易總額 | 貿易總額 | 出口至民主剛果 | 出口至民主剛果 | 出口至民主剛果 | 自民主剛果進口 | 自民主剛果進口 | 自民主剛果進口 | 順逆差 |
| 年分 | 金額       | 年增減   | 排名     | 金額           | 年增減         | 排名           | 金額           | 年增減         | 排名           | 順逆差 |
| ---- | ---------- | -------- | -------- | -------------- | -------------- | -------------- | -------------- | -------------- | -------------- | ------ |
| 2017 | 93,929,311 | ▲78.1%   | 92       | 5,075,517      | ▼23.0%         | 143            | 88,853,794     | ▲92.6%         | 67             | 逆差▲  |
| 2018 | 63,573,635 | ▼32.3%   | 99       | 5,593,229      | ▲10.2%         | 146            | 57,980,406     | ▼34.7%         | 80             | 逆差▼  |
| 2019 | 53,765,493 | ▼15.4%   | 100      | 7,980,005      | ▲42.7%         | 132            | 45,785,488     | ▼21.0%         | 82             | 逆差▼  |
| 2020 | 72,212,723 | ▲34.3%   | 93       | 9,902,111      | ▲24.1%         | 121            | 62,310,612     | ▲36.1%         | 77             | 逆差▲  |
| 2021 | 99,575,571 | ▲37.9%   | 95       | 8,668,787      | ▼12.5%         | 130            | 90,906,784     | ▲45.9%         | 78             | 逆差▲  |
| 2022 | 83,373,211 | ▼16.3%   | 97       | 10,286,181     | ▲18.7%         | 124            | 73,087,030     | ▼19.6%         | 81             | 逆差▼  |
| 2023 | 54,339,729 | ▼34.8%   | 102      | 10,009,228     | ▼2.7%          | 122            | 44,330,501     | ▼39.3%         | 88             | 逆差▼  |
| 2024 | 69,012,168 | ▲27.0%   | 93       | 7,681,252      | ▼23.3%         | 130            | 61,330,916     | ▲38.3%         | 78             | 逆差▲  |

2023年的兩國貿易項目如下：
出口至民主剛果的前10大項目為：纤维素紙漿、纸或纸板之製造或整理之機械；氧官能胺基化合物；橡膠或塑料加工機或以此類原料製造產品之機械；塑膠板、片、箔、薄膜與扁條；丙烯或其他烯烃之聚合物；印刷版、滾筒與其他印刷組件之印刷机以及打印机、复印机與傳真機；金属、金屬碳化物、玻璃、礦物、橡膠或塑膠模具；容器洗滌與乾燥機器、容器盛裝與封口機器、飲料充氣機；冷凍魚；紙漿、纸或纸板製品製造機等。
自民主剛果進口的前10大項目為：未經塑性加工精炼铜與銅合金；钴礦石及其精砂；原木；咖啡、咖啡荳殼與荳皮、含咖啡成分之代替品；碟片、磁带、固態非揮發性儲存裝置、智慧卡與其他錄音或錄製之媒體；特殊物品，含進口未超過5萬新臺幣之小額報單與其他零星物品；集成电路；酵素、調製酵素；精油、萃取含油樹脂、精油脫萜所得之萜副產品、精油之水餾液與水溶液；传动轴、曲柄、軸承、齿轮、滾珠、飛輪或滑轮、離合器或联轴器等。

### 事件
兩國在邦交期間，中國輸出入銀行（輸銀）提供貸款資助剛果民主共和國。斷交後，輸銀於2015年12月向美國紐約南區聯邦地區法院提告，求償包括未償還貸款與利息。法院於2017年1月判決剛果民主共和國須償還5,730萬美元給輸銀。

## 簽證

持中華民國護照的中華民國國民簽證要求分布圖：入境剛果民主共和國需要簽證。

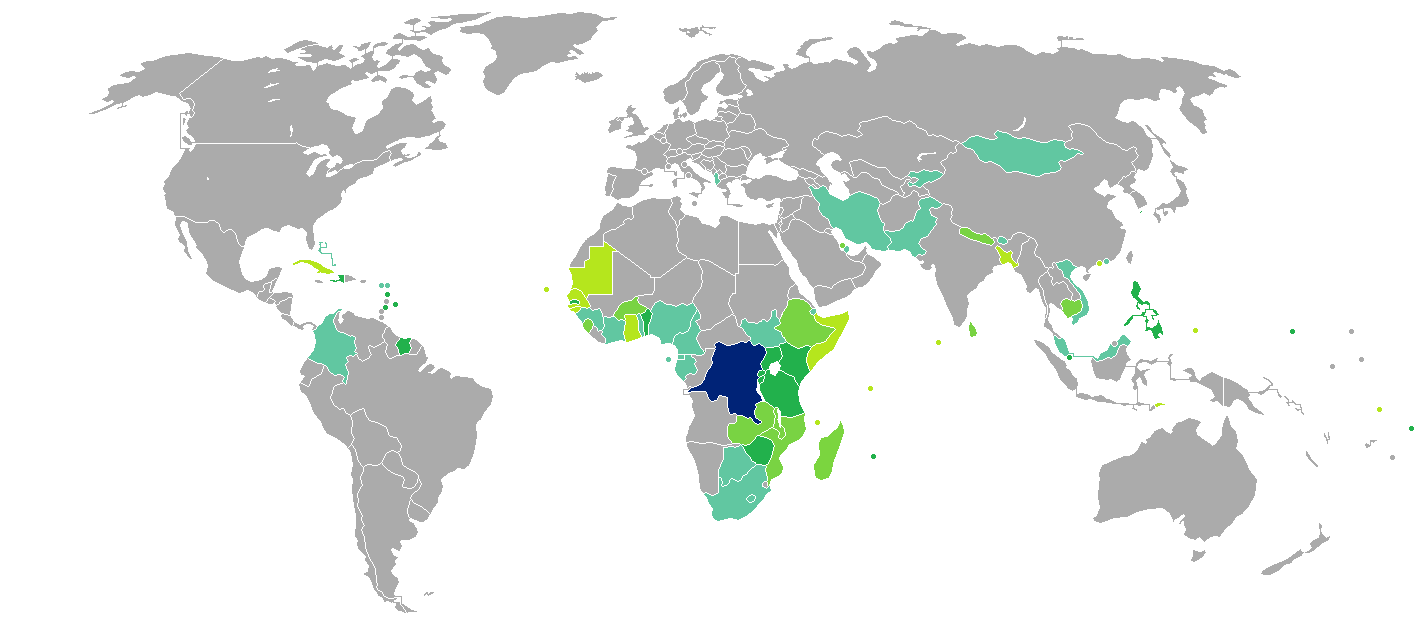
持剛果民主共和國護照的剛果民主共和國人口簽證要求分布圖：入境中華民國需要簽證。

兩國國民皆須申請簽證方可入境對方國家。持中華民國護照與黄热病疫苗接種證明之中華民國國民可前往鄰近的剛果民主共和國駐外機構申請簽證。
持剛果民主共和國護照的民主剛果國民抵台參加由中央政府機關主辦、協辦或贊助之國際會議、運動賽事、商展或其他活動，可以電子簽證入境中華民國，停留最多30天並不得延期。

## 交通

### 航空

#### 客運
兩國無直航班機，可經由（不計航點遠近，截至2023年6月27日）：
- 台北→伊斯坦堡、巴黎，再轉機前往剛果民主共和國的國際機場（英语：List of airports in the Democratic Republic of the Congo）。

## 外部連結
- 中華民國外交部－剛果民主共和國簡介 （页面存档备份，存于）
- 駐歐盟兼駐比利時代表處
- 外交部領事事務局－國外旅遊警示分級表
- 中華民國衛生福利部－國際旅遊疫情建議等級
- 中華民國國際經濟合作協會 （页面存档备份，存于）